# Spilosoma bipunctata
Spilosoma bipunctata är en fjärilsart som beskrevs av Daniel 1943. Spilosoma bipunctata ingår i släktet Spilosoma och familjen björnspinnare. Inga underarter finns listade i Catalogue of Life.